# Dolichoderus explicans
Hypoclinea explicans
Espèce
Synonymes
- †Hypoclinea explicans Förster, 1891

Dolichoderus explicans est une espèce fossile de fourmis de la sous-famille des Dolichoderinae, de la tribu des Dolichoderini dans le genre Dolichoderus.

## Classification
L'espèce Dolichoderus explicans est décrite en 1891 par le paléontologue et entomologiste allemand Bruno Förster (1852-1924) sous le protonyme Hypoclinea explicans,. 

### Renommage
En 1937, le paléontologue français Nicolas Théobald (1903-1981) renomme l'espèce Hypoclinea explicans en Dolichoderus explicans, suivi en 2012, le myrmécologue anglais Barry Bolton (1938-),.

### Synonymes
L'espèce Dolichoderus explicans a un seul synonyme :
- †Hypoclinea explicans Förster, 1891[2].

### Étymologie
L'épithète spécifique explicans signifie en latin « expliquant ».

### Fossiles
Selon Paleobiology Database en 2023, les collections de fossiles référencées sont au nombre de deux :
- Rupélien ou Oligocène inférieur, une collection d'Allemagne de Kleinkembs, dans la région du Bade-Wurtemberg, décrite en 1937 par le paléontologue français Nicolas Théobald (1903-1981)[3] et une collection de France de Brunstatt dans le département du Haut-Rhin décrite en 1891 par Bruno Förster[1],[2].

## Description

### Caractères
La diagnose de Nicolas Théobald en 1937, : 

« Échantillons : R758 et 812, empreinte et contre-empreinte
Insecte de teinte brun-clair sur tête, thorax et abdomen, ailes claires. Tête subrectangulaire, angles postérieurs arrondis, bords latéraux peu convexes ; mandibules fortement proéminentes à l'avant ; yeux petits, arrondis ; antennes manquent. Thorax ovale, allongé ; mésonotum large et allongé, bord postérieur légèrement convexe ; scutellum non apparent ; segment médiaire bien développé. Sur le côté on voit les pleurites. Abdomen renflé ; quatre gros segments, bien désarticulés, un cinquième court, étranglé après le premier segment. Aile à nervation bien apparente ; cellule discoïdale sublosangique ; une cellule cubitale fermée ; la deuxième cellule cubitale est probablement fermée aussi, mais la nervure transversale est effacée. ».

### Dimensions
La longueur totale est de 8,5 mm, la tête a une longueur de 1 mm et une largeur de 1,25 mm, le thorax a une longueur de 3 mm et une largeur de 2,25 mm, l'abdomen a une longueur de 4,5 mm et une largeur de 3,25 mm, l'aile a une longueur de 7 mm.

### Affinités
« Ressemble beaucoup à D. oviformis mais ailes plus courtes et abdomen renflé. Représente probablement la ♀ de la forme précédente.
À cette espèce appartiennent les échantillons R362, 703, 717, 816, 52, 494 (empreinte et contre-empreinte) et peut-être 270, 167 et 201 de la même collection et provenant aussi du gisement de Kleinkembs. ».

## Galerie
- Ailes d'espèces vivantes du genre Dolichoderus.
- Vue de profil de l'aile d'une fourmi Dolichoderus bispinosus.
- Vue de profil de l'aile d'une fourmi Dolichoderus quadripunctatus
- Vue de profil de l'aile d'une fourmi Ponera exotica.

- Quelques espèces vivantes du genre Dolichoderus.
- Dolichoderus attelaboides.
- Dolichoderus beccarii.
- Dolichoderus decollatus.
- Dolichoderus germaini.
- Dolichoderus lutosus.
- Dolichoderus plagiatus.
- Dolichoderus quadripunctatus, ouvrière.
- Dolichoderus sibiricus.
- Dolichoderus taschenbergi.
- Dolichoderus validus.

### Publication originale
- [1891] (de) Bruno Förster, « Die Insekten der "Plattigen Steinmergels" von Brunstatt », Abhandlungen zur Geologischen Specialkarte von Elsass-Lothringen, vol. 3, no 1,‎ 1891, p. 335-593.